# カン・グハン
カン・グハン（강구한、1957年12月11日 - ）は、大韓民国の男性声優。1983年に韓国放送公社に入社。KBS18期。韓国放送声優劇会所属。現在はKBSの専属を離れている。

## 出演作品
※太字は主役・ヒロイン・メインキャラクター。

### アニメ
- アイシールド21（酒奇溝六）
- 機動戦士ガンダム0083（モンシア）
- 今日からマ王!（渋谷勝馬）
- 黒いゴム靴（お爺さん、黒神道士）
- 十二国記（浩瀚）
- 十二戦支 爆烈エトレンジャー）（KBS放送版）（ホルス、青の瓏爛）トゥーニバース版はホルス＝チェ・ジュニョン、青の瓏爛＝ソン・ウォンイル。
- 伝説の勇者ダ・ガーン（SBS放送版）（レッドロン）
- ドラゴンボールZ（ギニュー）
- ナースエンジェルりりかSOS（宇崎宙、ブロス）
- 虹の戦記イリス（ドクター・アビス、他）
- 魔法騎士レイアース（ラファーガ）
- 魔法の妖精ペルシャ）（ジュンホ）
- 鋼の錬金術師 FULLMETAL ALCHEMIST (お父様)
- ヨランよヨランよ（フクヨウ、スリオン、クディー）
- ONE PIECE（アーロン）

### 映画
- アイアンマン (映画) (ラザ)
- トランスフォーマー/リベンジ (シーモア・シモンズ)
- ファインディング・ニモ (ギル)